# Alanin
Alanin (også Ala eller A) er en α-aminosyre, der findes i næsten alle proteiner. Den findes i en L- og en D-form, hvoraf det kun er L-formen der findes naturligt.
Alanins sidekæde er en methylgruppe (-CH3), og denne aminosyre er således en af de simpleste α-aminosyrer, og klassificeres som en alifatisk aminosyre. Alanin dannes ved overførsel af en aminogruppe til pyruvat, en såkaldt transamineringsreaktion.
Methylgruppen er ikke særlig reaktiv, og er sjældent involveret i proteinets funktion. Den kan dog spille en rolle i substratgenkendelse og specificitet, specielt ved interaktioner med andre ikkereaktive atomer som f.eks. kulstof.
Alanin findes i alt kød, fjerkræ, fisk og mælkeprodukter.
Alanins rolle er at transportere NH4+ fra muskel til lever.
En modificeret udgave af alanin er beta-alanin.